# 조상우 (1640년)
조상우(趙相愚, 1640년 ~ 1718년)는 조선 후기의 문신이며, 숙종 때 우의정을 지냈다. 본관은 풍양. 자는 자직(子直), 호는 동강(東岡).

## 생애
숙종 때 문과에 급제하여 태인현감이 되고 지평, 병조좌랑, 부교리, 이조좌랑, 수찬, 검토관, 교리, 부응교, 시강관을 지내다 기사환국으로 쫓겨났지만 갑술환국으로 복귀해 승지, 대사간, 이조참의, 대사성, 부제학, 개성유수 등을 거쳐 대사간, 승지, 대사성, 부제학을 거쳐 경기도관찰사, 이조참판, 대사성, 대사헌, 부제학을 거쳐 형조판서, 예조판서, 우참찬, 좌참찬을 거쳐 대사헌, 형조판서, 판의금부사, 병조판서, 우참찬, 좌참찬, 이조판서, 한성부판윤, 예조판서를 거쳐 우의정이 되고 뒤에 판중추부사가 되었다. 시호는 효헌(孝憲)이다.

## 가계
- 고조부 : 조세찬(趙世贊)
- 고조모 : 광주 이씨, 이은(李誾)의 딸
- 양고조부 : 조세훈(趙世勛) - 고조부 조세찬의 중형
- 양고조모 : 정부인 평해 손씨, 손준(孫濬)의 딸
  - 증조부 : 조기(趙磯)
  - 증조모 : 증 정부인 전주 이씨, 이숙(李淑)의 딸
    - 조부 : 조희보(趙希輔)
    - 조모(전실) : 증 정부인 교하 노씨, 노직(盧稙)의 딸
    - 조모(조형의 모) : 증 정경부인 강릉 최씨, 최문(崔文)의 딸
      - 아버지 : 조형(趙珩)
      - 어머니 : 정경부인 사천 목씨, 목장흠(睦長欽)의 딸
        - 형님 : 조상변(趙相抃)
        - 형님 : 조상정(趙相鼎) - 백부 조민(趙珉)의 양자로 감
        - 형님 : 조상기(趙相槩)
        - 누이 : 연안 이씨 이두징(李斗徵)에게 시집감
        - 누이 : 청송 심씨 심추(沈樞)에게 시집감
        - 누이 : 덕수 이씨 이선원(李善源)에게 시집감

- 부인 : 증 정경부인 전주 이씨, 이장영(李長英)의 딸
  - 장남 : 조태수(趙泰壽)
    - 손자 : 조준명(趙駿命)
    - 손자 : 조구명(趙龜命)

  - 차남 : 조해수(趙海壽)
    - 손자 : 조인명(趙麟命)
    - 손자 : 조용명(趙龍命)
    - 손녀 : 여산 송씨 송익휘(宋翼輝)에게 시집감
    - 손녀 : 연안 이씨 이언소(李彦熽)에게 시집감
    - 손녀 : 청주 한씨 한명룡(韓命龍)에게 시집감

  - 삼남 : 조두수(趙斗壽)
    - 손자 : 조학명(趙鶴命)
    - 손자 : 조기명(趙夔命)
    - 손자 : 조양명(趙揚命)
    - 손자 : 조신명(趙新命)
    - 손녀 : 해평 윤씨 윤득응(尹得膺)에게 시집감

  - 장녀 : 한산 이씨 이필흥(李必興)에게 시집감
  - 차녀 : 안동 권씨 권익문(權益文)에게 시집감
  - 삼녀 : 청송 심씨 심경(沈璟)에게 시집감
  - 사녀 : 창녕 조씨 조하장(曺夏章)에게 시집감
  - 오녀 : 전주 이씨 이시형(李蓍亨)에게 시집감